# What Is This Feeling?
What is this Feeling? (Che cosa sto provando?) è una canzone del musical Wicked di Stephen Schwartz (vincitore del Grammy Award). Fu interpretata originariamente a Broadway da Kristin Chenoweth (Glinda), Idina Menzel (Elphaba) e da tutto l'ensemble di studenti dell'università di Shiz.

## Contesto
La canzone è tra le prime del primo atto e le due protagoniste, Glinda ed Elphaba, appena arrivate all'università di Shilz e finite in camera assieme per sbaglio, stanno scrivendo una lettera ai propri genitori per informare loro della situazione.
Nella canzone entrambe sottolineano i difetti dell'altra, mentre Glinda viene spalleggiata da tutti i ragazzi dell'università che la definiscono “una martire” a riuscire a sopportare una compagnia di stanza tanto strana quanto Elphaba. 
In seguito Glinda mostrerà di nuovo i propri sentimenti per Elphaba nella canzone Dancing Through Life, durante la quale riesce a convincere Elphaba ad indossare il cappello da strega della sua bisnonna, per poterla mettere in ridicolo davanti a tutti gli studenti che frequentano la sala da ballo Ozdust.
Poi, presa dal rimorso, Glinda cambia posizione e decide di aiutare Elphaba a diventare popolare quanto lei (Popular).

## La canzone
Stephen Schwartz ha detto di aver scritto la canzone come se fosse una canzone d'amore, ma “al contrario”, facendo usare l'ironia alle due protagoniste adolescenti per elencare i difetti l'una dell'altra.
Glinda infatti scrive ai genitori che è impossibile descrivere l'aspetto della compagna di stanza dalla pelle verde, mentre Elphaba si limita a criticarla scrivendo al padre di essere in stanza con una ragazza “bionda” (blond).
Alla fine della canzone Elphaba spaventa Glinda esclamando “Bu!”.

## Versione di Ariana Grande e Cynthia Erivo
La cantautrice americana Ariana Grande e l'attrice britannica Cynthia Erivo hanno eseguito What Is This Feeling? nel ruolo rispettivamente di Glinda e Elphaba nella prima parte del dittico di trasposizione cinematografica di Wicked, rilasciata il 22 novembre 2024, lo stesso giorno della colonna sonora Wicked: The Soundtrack, insieme al resto del cast.

### Classifiche
| Classifica (2024) | Posizione massima |
| ----------------- | ----------------- |
| Regno Unito       | 17                |
| Stati Uniti       | 68                |